# Haubold von Speßhardt
Hanns Carl Wilhelm Haubold Freiherr von Speßhardt (* 3. Juni 1797 in Coburg; † 23. November 1860 in Erlangen) war vom 14. September 1848 bis zum 23. Oktober 1849 Staatsminister (Regierungschef) des Herzogtums Sachsen-Meiningen.

## Leben
Er stammte aus dem thüringischen Reichsritter- und Freiherrengeschlecht derer von Speßhardt und verfolgte zunächst eine soldatische Karriere, wobei er bis zum Oberst und Generaladjutanten aufstieg. Haubold von Speßhardt war Rittergutsbesitzer in Birkig im Amt Neustadt bei Coburg. Seine politische Weltsicht war liberal, und dies bewies er während seiner jahrelangen Mitgliedschaft im Coburger Landtag. 1834 wurde er erstmals in den Coburger Landtag gewählt. Aufgrund seiner ausländischen Ämter war dies nur mit Sondergenehmigung der Herzogs möglich, die erteilt wurde. Am 1. Mai 1834 konnte er so in den Landtag eintreten. 1839 zog Herzog Ernst jedoch diese Genehmigung zurück und er konnte das Mandat zunächst nicht weiter wahrnehmen. Unter Ernst II. wurde die Genehmigung erneut erteilt und er kehrte in den Landtag nach. In der dritten Wahlperiode (1834–1839) war er Landtagsdirektor (Parlamentspräsident).
Im Vormärz veröffentlichte er 1845 unter dem Namen Haubold Freiherr von Speßhardt seine Ansichten in der 92-Seiten Schrift „Wohin und wodurch!“.  Im März 1848 wurde er, bei der bürgerlichen Bevölkerung sehr beliebt, an die Spitze der neu gebildeten Bürgerwehr der herzoglichen Residenzstadt Meiningen gewählt.  Speßhardt war dann Mitglied für Sachsen-Meiningen des Vorparlaments, das vom 31. März bis zum 3. April 1848 tagte, um die Frankfurter Nationalversammlung vorzubereiten.
Als die allgemeine Unzufriedenheit unter der Bevölkerung seines Herzogtums nach der französischen Februarrevolution 1848 immer höhere Wellen schlug, beauftragte Herzog Bernhard II. von Sachsen-Meiningen, der die Bildung einer liberalen „Märzregierung“ lange hinausgezögert hatte, schließlich am 8. September 1848 den populären Speßhardt, obwohl er selbst diesen wenig schätzte, mit der Bildung einer Regierung. Speßhardt schaffte sofort den bisherigen Kurialstil der Behördenorganisation mitsamt den Mittelbehörden ab und ersetzte ihn durch ein Kabinett, bestehend aus dem Staatsminister (er selbst) und drei Staatsräten (Hermann Friedrich Brandis, Ludwig Blomeyer, Richard Ernst Liebmann), denen jeweils eine (dem Staatsminister zwei) der nunmehr geschaffenen fünf Abteilungen zugewiesen waren. Die Regierungsabteilungen wurden mit neuen, zumeist gemäßigt-liberalen Männern besetzt.
Dennoch kam es im Herzogtum zu weiteren Unruhen, insbesondere in Hildburghausen und Saalfeld, einschließlich Gefangenenbefreiungen. Herzogliche Truppen besetzten Saalfeld, in Hildburghausen unterdrückte ein Bataillon Bayern mit Gewalt die Unruhen, und in Meiningen wurde im Dezember ein sächsisches Schützenbataillon einquartiert. Nachdem der Landtag dem von der Regierung angestrebten Anschluss des Herzogtums an das am 26. Mai 1849 zwischen Preußen, Hannover und Sachsen abgeschlossene Dreikönigsbündnis widersprochen hatte und deshalb aufgelöst worden war, fiel dann am 23. Oktober 1849 auch Speßhardts Ministerium, und an seiner Stelle wurde Rudolph von Wechmar (1800–1861) mit der Regierungsbildung beauftragt. 1850 war er Mitglied im Volkshaus des Erfurter Unionsparlaments.